# Ruea Hang Yao

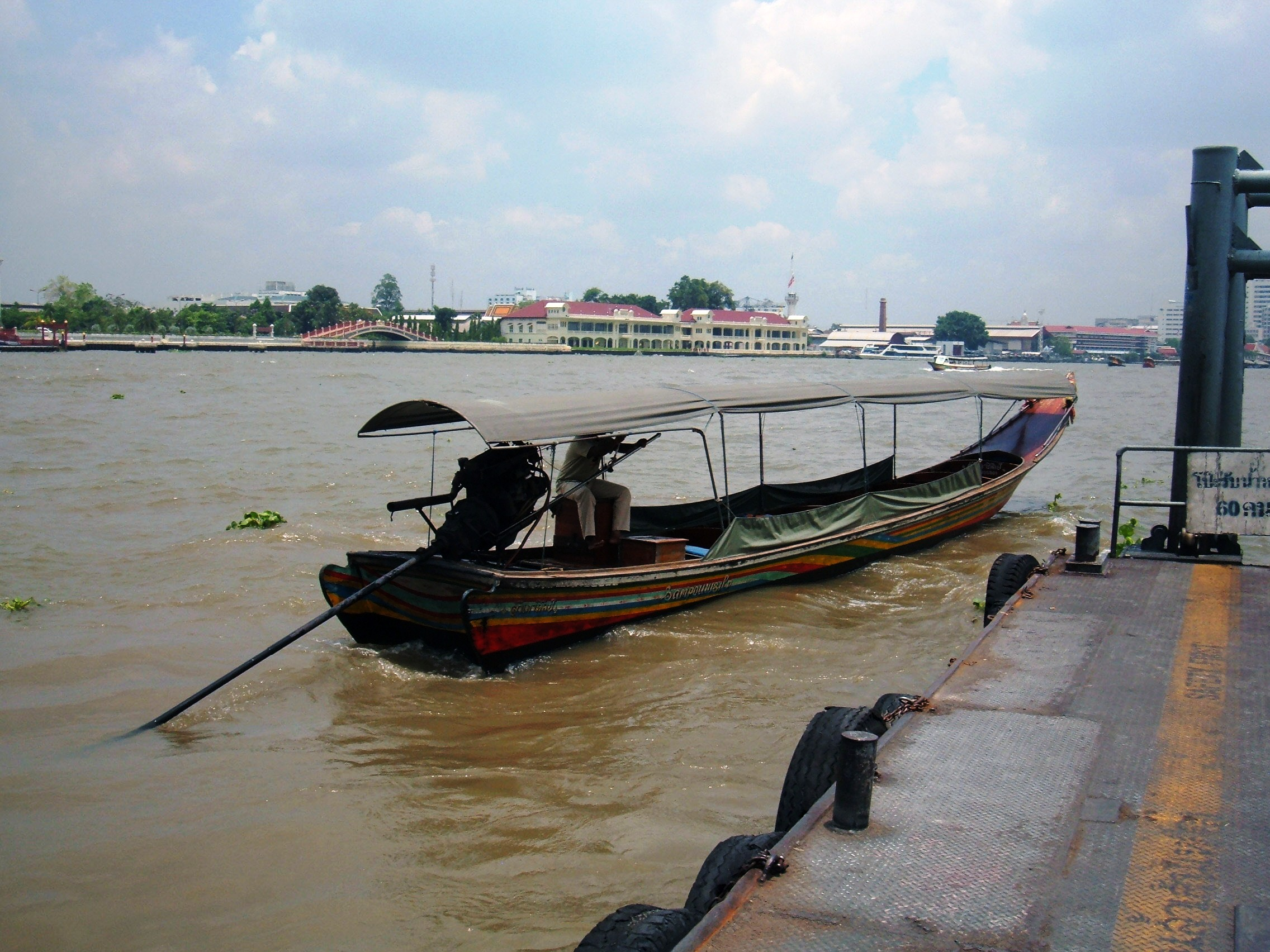
Ruea Hang Yao in Bangkok, Thailand

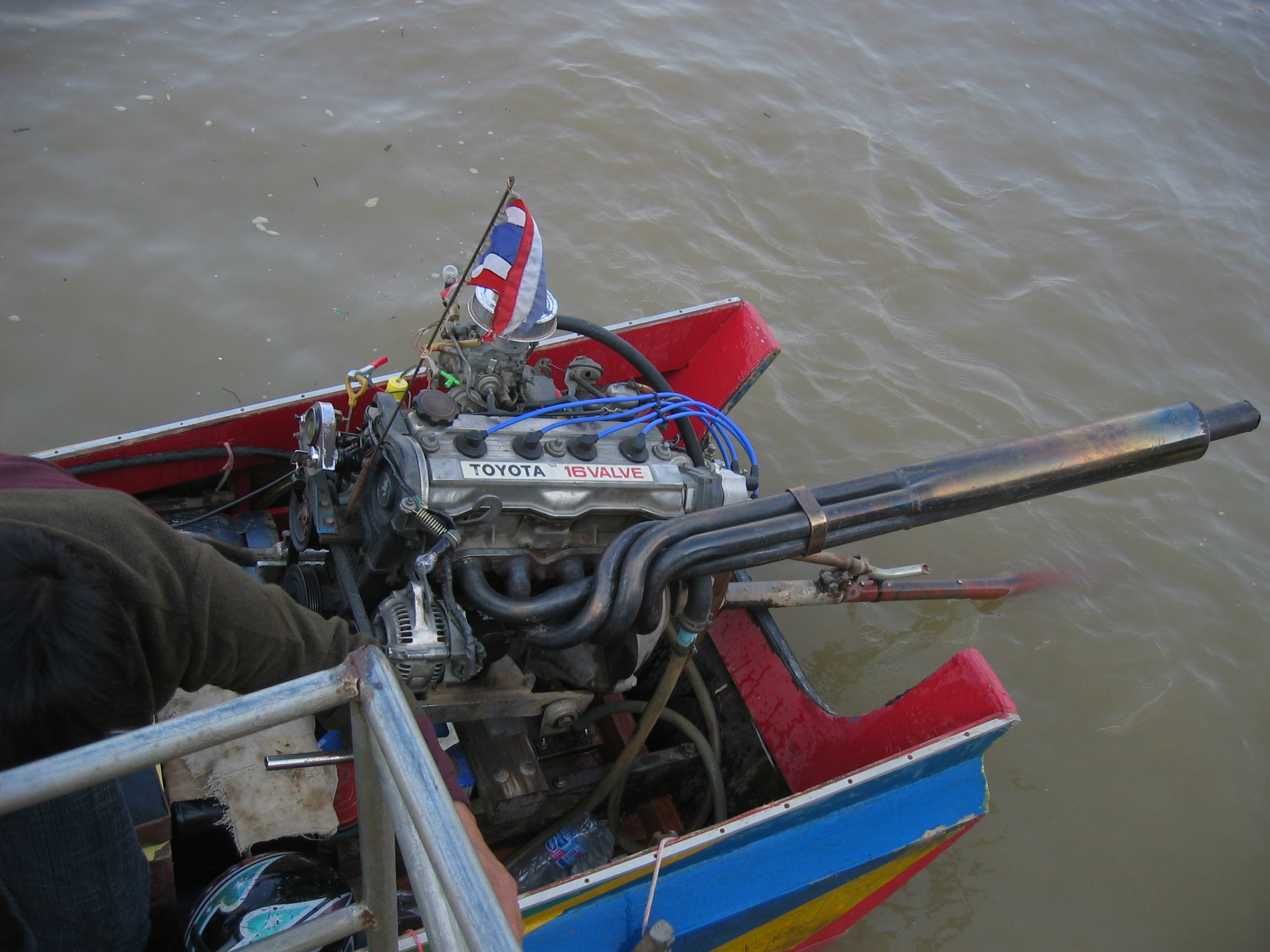
Ruea Hang Yao: typische Konstruktion des Antriebs

Ruea Hang Yao (Thai: เรือหางยาว, deutsch: Langheckboot, englisch Long-tail boat oder auch Long-tailed boat) ist der thailändische Name für ein schmales Langboot, das in Südostasien genutzt wird. Gewöhnliche Ruea Hang Yao sind 14 bis 18 Meter lang und nicht breiter als 1,80 Meter. Zum Antrieb dient ein Verbrennungsmotor, der fest, aber um 180 Grad schwenkbar auf dem Heck des Bootes montiert ist, wodurch die Schubvektorsteuerung möglich wird.  So wird das fehlende Ruder ersetzt. Die lange Propellerwelle – sie misst bis zu 6 Meter –, die den Motor direkt mit einem Propeller verbindet, hat dem Fahrzeug seinen Namen Langheckboot gegeben. Über sie lässt sich der Propeller, der meist zwei Flügel mit großer Steigung hat, heben und senken; so kann er jederzeit in die günstigste Position gebracht und sogar ganz aus dem Wasser gehoben werden. Insbesondere erlaubt dies auch die Beschiffung von flachen Gewässern. Der beschriebene Antrieb nimmt eine Sonderstellung zwischen Außenbordmotor und Innenbordmotor ein. Die Ruea Hang Yao werden als Verkehrsmittel zur Beförderung von Personen und Gütern auf Flüssen, Kanälen (Khlongs) und im küstennahen Inselverkehr eingesetzt. Bei speziellen Bootsrennen wird eine leichte und sehr schnelle Variante des Ruea Hang Yao verwendet. Sie ist weniger als 5 Meter lang.